# Els Folls
Els Folls és un grup de músics que va néixer a Terrassa l'any 1965. Fan la primera actuació a l'estudi-teatre de Ràdio Terrassa l'onze d'abril d'aquell mateix any.
A partir de llavors i fins a principi dels anys setanta fan moltes actuacions per Catalunya, especialment al Vallès i l'Àrea Metropolitana de Barcelona. Fan pop-rock en català i el seu repertori de concert està format totalment de cançons compostes pels membres del grup. I quan fan ball incorporen cançons dels Beatles, Bee Gees i altres músics del moment.
Toquen junt a Joan Manuel Serrat, Pi de la Serra, Guillem D'Efak, Tony Ronald, Joan Baptista Humet i d'altres. També fan de teloners en la primera actuació del grup Pic-Nic a Espanya.
A principi dels anys setanta del segle xx deixen d'actuar regularment però no deixen de trobar-se i assajar noves coses i repassar els temes antics. Van ser el primer grup de pop-rock català amb cançons pròpies, ja que els de l'època feien versions, per tant foren els precursors de grups tant emblemàtics com Sau, Sopa de Cabra, els Pets, Lax’n'busto, etc.
L'any 1995 enregistren el CD Aleshores a l'Estudi 1 de RNE a Barcelona, sota el control tècnic de Josep Maria Adell, amb equips analògics i els instruments dels anys seixanta, per aconseguir el so més aproximat al que tenien en les seves actuacions.
El CD inclou totes aquelles cançons, pròpies, que formaven part del seu repertori habitual i va ser presentat a la Nova Jazz Cava de Terrassa el 1996. L'onze d'abril d'aquest any, tres dels components del grup varen tocar, en directe a Ràdio Terrassa, les tres cançons que havien tocat, a la mateixa emissora, quaranta anys abans, en la seva presentació.
El dissabte 9 de juliol van participar en la vuitena edició del Senglar Rock que es va celebrar a Lleida, actuant en representació del cicle Acústic’2005 programat per l'Associació de Cantants i Intèrprets Professionals en Llengua Catalana (ACIC), que en aquesta onzena edició va oferir entre els mesos de setembre i desembre una sèrie de concerts dobles que van recórrer diferents localitats de Catalunya, València i Andorra. Aquest cicle va incloure la participació d'Els Folls en homenatge al seu 40 aniversari i com a grup pioner del pop-rock a Catalunya. Durant aquest cicle de concerts van compartir l'escenari amb en Cris Juanico i van actuar al concert-presentació del cicle, celebrat a l'AUDITORI de Barcelona el 30 de setembre de 2005,junt amb els cantautors d'aquesta edició (Gerard Quintana, Pep Sala, Cris Juanico, Feliu Ventura, Joan Amèric i Roger Mas).
El 29 de juny del 2006 varen actuar en l'acte d'obertura de la 11ª Escola d'Estiu del Voluntariat promogut per la Generalitat de Catalunya i celebrat als Camps Elisis de Lleida, i el dia 1 de desembre del mateix any, van compartir escenari amb en Pep Sala i Jaume Arnella en la Nit del Voluntariat a la ciutat de Girona.
Actualment, el grup està treballant en noves composicions per l'enregistrament d'un nou CD amb temes de situacions i personatges de la dècada del seixanta a Terrassa.

## Membres
- Joan Calvet, guitarra i veu
- Toni Piqué, guitarra, teclats, harmònica i veus
- Joan Padrós, bateria, xiulet i veus
- Pep Casasas, baix i veus
- Josep Maria Francina, guitarra, banjo i veus